# Herbert Krenchel
Herbert Krenchel (født 16. april 1922 på Frederiksberg, død 28. april 2014) var en dansk civilingeniør og materialeforsker, dr.techn. og professor emeritus på Danmarks Tekniske Højskole.
Han formgav i 1953 emaljeskålen: Krenitskålen. Navnet Krenit er en sammentrækning af Krenchel og eternit. Som nyuddannet civilingeniør forskede Herbert Krenchel på DTH i udviklingen af asbestfri eternit.
Ideen bag Krenitskålen var, at lave en smuk skål, gerne så funktionel og delikat, at den kunne bruges i køkkenet, på spiseborde og som dekoration i stuen. Som materialeforsker gik Herbert meget op i, at de forskellige materialer skulle gå godt sammen, klæde hinanden og være nænsomme overfor hinanden i brugen. Kendetegn ved skålene er de karakteristiske skarpe kanter, der skaber balance mellem materiale og form, den matte sorte farve udvendigt og de stærke farver indeni. For at opnå den matte overflade fandt Herbert Krenchel på at sandblæse emaljen på ydersiden. Først efter mange forsøg med stadig finere korn lykkedes det, og i 1954 fik Krenchel patent på den matte emaljering opnået vha. sandblæsning med "stenmel". Modsat de tidligere og grovere sandblæsninger bevarer den emaljens styrke og resistens. Krenitskålen vandt guld ved Triennalen i Milano 1954 og til produktionsstopppet i 1966 blev der produceret ca. 1 million skåle. Skålene bliver i dag solgt på auktioner over hele verden. Krenitskålene blev ikke blevet fremstillet mellem 1966 og 2010. I 2010 indgik Herbert Krenchel og designfirmaet Normann Copenhagen et samarbejde, og produktionen af den klassiske Krenitskål er genoptaget.
I 1964 blev Herbert Krenchel teknisk doktor på en afhandling om "fibrous reinforcement", der fokuserer på plastmaterialet polypropylens egenskaber som fiberarmering i cement og beton.
I 1982 var Herbert Krenchel initiativtager til at to studerende på Afdelingen for Bærende Konstruktioner (ABK) på DTU byggede en kano (døbt Krenita) i glasfibervæv og superplastificeret cementpasta. Den resulterende konstruktion, var bygget over formen til en almindelig turkano, men var lidt kraftigere i godset (vægt 70 kg.), vandt samme år en kaproning på Riddarfjärden ved verdensbetonkongressen (FIP) i Stockholm.
Han var den første modtager af Betonprisen, der uddeles af Dansk Betonforening hvert andet år til en eller flere personer, der har ydet et betydningsfuldt bidrag på et eller flere af områderne indenfor Beton.

## Værker
- 1953, A-skålen: Ø: 250 x 140 mm. C-skålen: Ø: 125 x 55 mm.
- 1955, Salatbestik i melaminplast.
- 1956, B-skål: 160 x 72 mm, D-skål: 85 x 38 mm, E-skål: 250 x 110 mm, F-skål: 160 x 28 mm, G-skål: 200 x 60 mm, I-skål: 380 x 115 mm